# Nicodemo da Cirò
Nicodemo da Cirò, o anche Nicodemo di Mammola (Cirò, 900 – Mammola, 25 marzo 990), è stato un monaco cristiano italiano del X secolo; è venerato come santo dalla Chiesa cattolica e dalla Chiesa ortodossa.

## Biografia

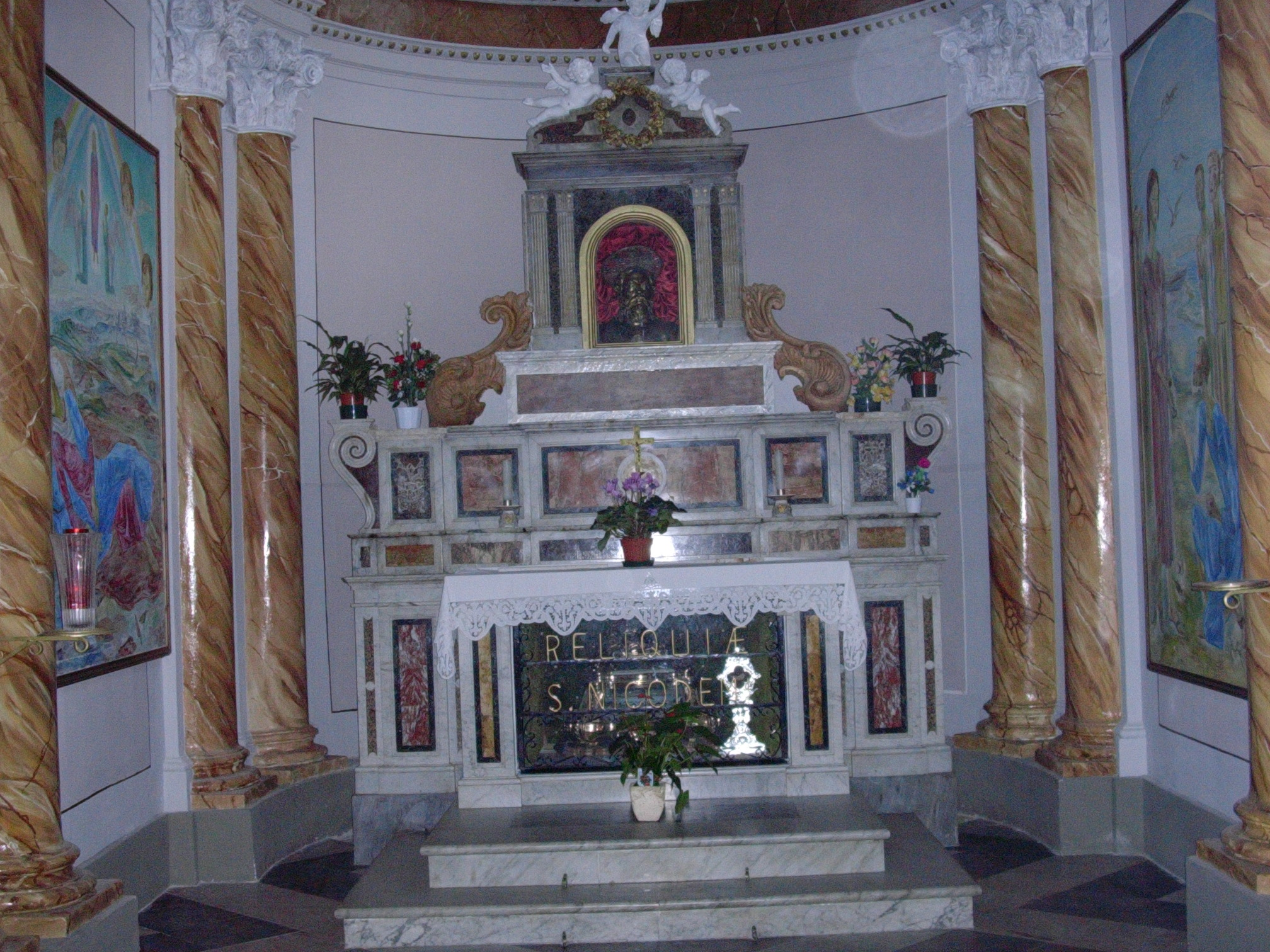
Cappella di San Nicodemo - Reliquie e Busto bronzeo del Santo

Sul luogo esatto della sua nascita vi sono delle controversie, potrebbe infatti venir identificato con Ypsicron, attuale Cirò (KR), oppure con la città commerciale (emporion) di Sikron, forse distrutta dai Saraceni durante le scorrerie dell'emiro Abū l-Qāsim al-Hasan (950-952), di cui si parla nelle biografie di molti santi italo-greci e che si trovava al centro della Turma delle Saline (circoscrizione amministrativa bizantina), identificata con l'odierna Sicari o Sicri, contrada disabitata nei pressi di Melicuccà.
Cresciuto a Ypsicron/Sikron, Nicodemo volle intraprendere da giovanissimo la vita monacale, ma il maestro da lui scelto, Fantino il Giovane che fu anche maestro di Nilo da Rossano, lo rifiutò più volte ritenendolo di costituzione troppo gracile per la vita di rinunce e macerazioni imposta allora ai monaci. Quando venne finalmente accettato impressionò i confratelli con la sua continua preghiera, protratta oltre i normali limiti umani, i patimenti fisici e le esaltazioni mistiche. Costretto a fuggire (così come san Nilo) dal Mercurion (luogo di studio del Monachesimo) dalle continue incursioni saracene trovò rifugio sul Kellerana (chiamato anche monte Kellerano o monte Cellerano, oggi monte San Nicodemo, situato nel territorio dell'attuale comune di Mammola, territorio del Parco nazionale dell'Aspromonte). Allora luogo completamente selvaggio ma nelle cui vicinanze si trovava la strada della Seja che collegava il Tirreno con lo Ionio, attirando nel tempo, grazie alla sua fama di santità, numerosi altri asceti e pellegrini, tutto ciò portò alla fondazione di un monastero, attorno al quale costituì una comunità di  monaci basiliani, in cui morì nell'anno 990.

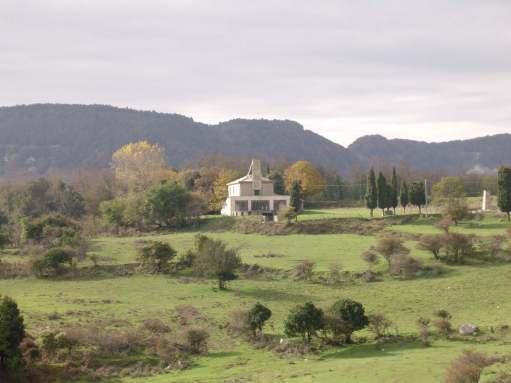
Mammola - Santuario di San Nicodemo del X secolo (Parco nazionale dell'Aspromonte)

L'insegnamento di san Nicodemo è avvicinabile a quello di san Francesco d'Assisi, infatti i racconti pervenutici ce lo descrivono mentre difende un lupo dai contadini che lo vogliono uccidere dimostrandone la socievolezza, impedisce ad un confratello di colpire una vipera in quanto anch'essa "creata da Dio per stare sulla Terra" oppure in compagnia del cinghiale suo inseparabile compagno. San Fantino che era andato a visitarlo prima di recarsi in pellegrinaggio in Grecia, alla vista della dura vita ascetica da lui condotta gli pronosticò fama di santità.
Morì, a 90 anni, un'età ragguardevole per l'epoca.
Nella Chiesa Matrice di Mammola, nella Cappella di San Nicodemo, sono conservate le pregiate reliquie in un'urna bronzea, inoltre si trovano nella Cappella, la statua in legno del Santo vestito in abito basiliano, che viene portata in processione il 12 marzo, e un prezioso busto bronzeo del sec. XVI, di scuola napoletana, dove all'interno è conservato il cranio del Santo, che viene portato con la statua lignea di angeli, in processione nei festeggiamenti della prima domenica di Settembre e il sabato antecedente alla Grancia Basiliana. Di pregio una tela del Santo del XVI secolo, restaurata alla fine del secolo scorso.

## Culto

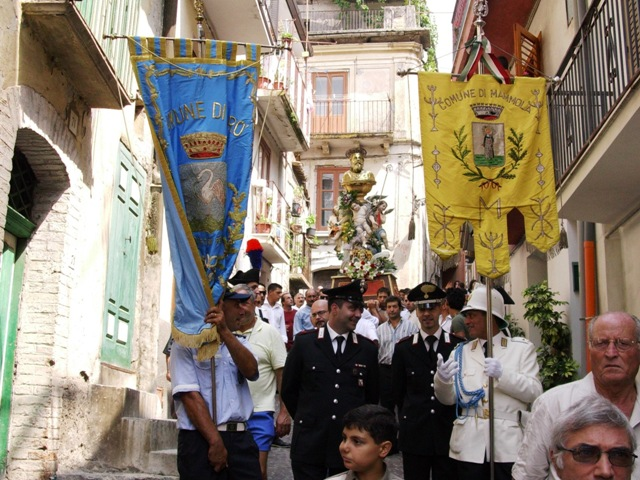
Processione di San Nicodemo, prima domenica di settembre

Il culto di San Nicodemo è diffuso in tutta la Calabria, in particolare nel territorio di Mammola luogo dove visse il Santo, nei comuni della Vallata del Torbido, nella popolazione della Locride e della Piana. La devozione del Santo è diffusa anche nel  territorio di Cirò e Cirò Marina e nei paesi limitrofi del crotonese. Cirò, custodisce la casa natia, trasformata in oratorio, dove viene con gelosia custodite in un reliquario di argento la mascella e due molari del Santo. La festa a Cirò si svolge portando in processione la statua di San Nicodemo e quella del compatrono di San Francesco di Paola. Nel 1613 Papa Urbano VIII, proclamò San Nicodemo "Cittadino e protettore di Cirò". Il culto di San Nicodemo è molto diffuso all'estero, in  Canada, Stati Uniti, Argentina, Australia,  Francia Belgio, Lussemburgo e in Italia, a Genova, Torino e Milano e in altri paesi, per l'effetto dell'emigrazione agli inizi del novecento, che ha spopolato Mammola e tanti paesi della Calabria.
È storicamente certo che la presenza a Mammola di San Nicodemo, esercitò la sua influenza nella cultura, nei costumi, nella pietà e nel vivere civile del suo popolo. Nella cultura popolare, numerosi fedeli, per ricevere la grazia di guarigione da malattie o di essere stati miracolati o protetti, depositano le foto ai piedi della statua di San Nicodemo nella Cappella, molto diffusa è anche l'usanza di custodire nel portafoglio l'immaginetta del Santo. Una religiosità millenaria che la popolazione di Mammola, ha saputo tenere vivo il culto del Santo e conservare le sue preziose reliquie, che vengono toccate e baciate e godere della presenza del Santo. Un'altra tradizione è quella di fare indossare ai bambini il nero abito basiliano, come ex-voto in onore del Santo. Ogni  anno la comunità  di Cirò  partecipa  ai festeggiamenti  di San Nicodemo a  Mammola,  con un numeroso  gruppo di fedeli, lo stesso fanno i devoti del Santo di  Mammola  a partecipare alla festa di Cirò.
Le feste, ricche di tradizioni, religiosità popolare, fede, preghiera e devozione si tengono:
- il 12 marzo la festa Patronale, in ricordo della morte, con la solenne processione del Santo per le vie del paese.
- la domenica successiva al 12 maggio, in ricordo della nascita, all'antico Monastero del Kellerano sugli altopiani della Limina, dopo la breve processione, il luogo è meta di pellegrinaggio.
- la prima domenica di Settembre, in ricordo della traslazione delle reliquie del 1501 dall'antico monastero del Kellerano a Mammola. La tradizione vuole che il Sabato pomeriggio antecedente ai festeggiamenti, vengano portate in processione le pregiate reliquie dalle donne, davanti alla statua del Santo, alla Grancia di San Biagio alla “Batia”.

Tradizionale è il pellegrinaggio a piedi dei nove venerdì di luglio e agosto, con partenza da Mammola alle cinque di mattina per raggiungere il Santuario di San Nicodemo, percorrendo l'antico Sentiero dei Greci.
Il pellegrinaggio, d'importanza storica, si colloca come ex-voto ed è consolidato da un'antica tradizione di fede popolare nella devozione dei mammolesi, di molti emigrati rientrati per le ferie e di tanti fedeli provenienti dai comuni vicini, per vivere un'intensa spiritualità verso il Santo Protettore.
Il 14-3-1638 Papa Urbano VIII, dichiarò San Nicodemo Patrono di Mammola, nello stesso anno il Comune, lo proclama patrono della città. Nello stemma del Comune di Mammola viene rappresentato l'immagine di San Nicodemo, vestito da monaco basiliano, con il saio nero che tiene con la mano sinistra il pastorale.
In seguito al terremoto del 5-2-1783, le reliquie  custodite nella Grancia Basiliana di San Biagio, vennero trasferite nella chiesa Matrice, dove sono gelosamente conservate tuttora proprio nella cappella di San Nicodemo.

## Galleria d'immagini

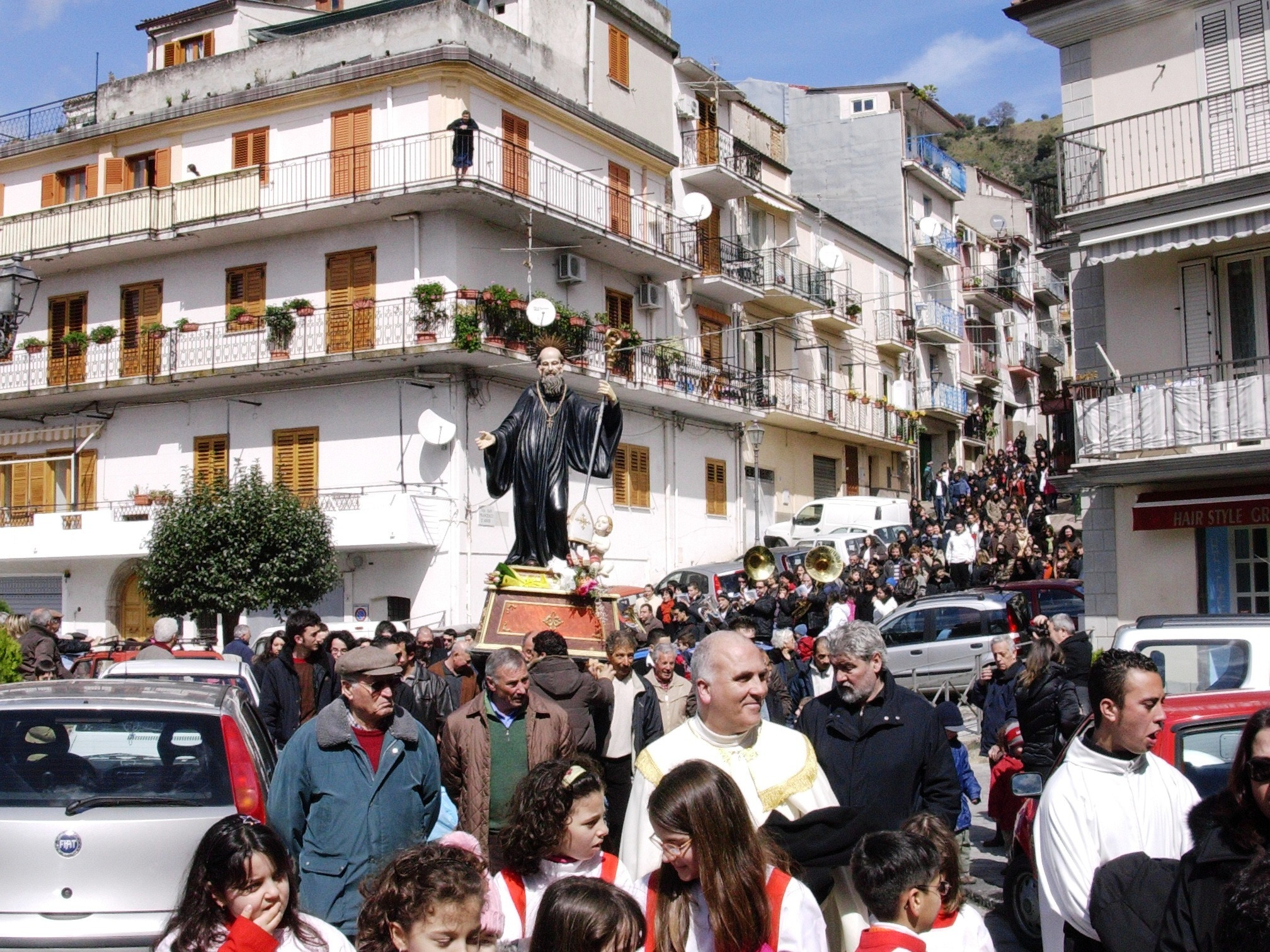
Festa Patronale di San Nicodemo, 12 marzo
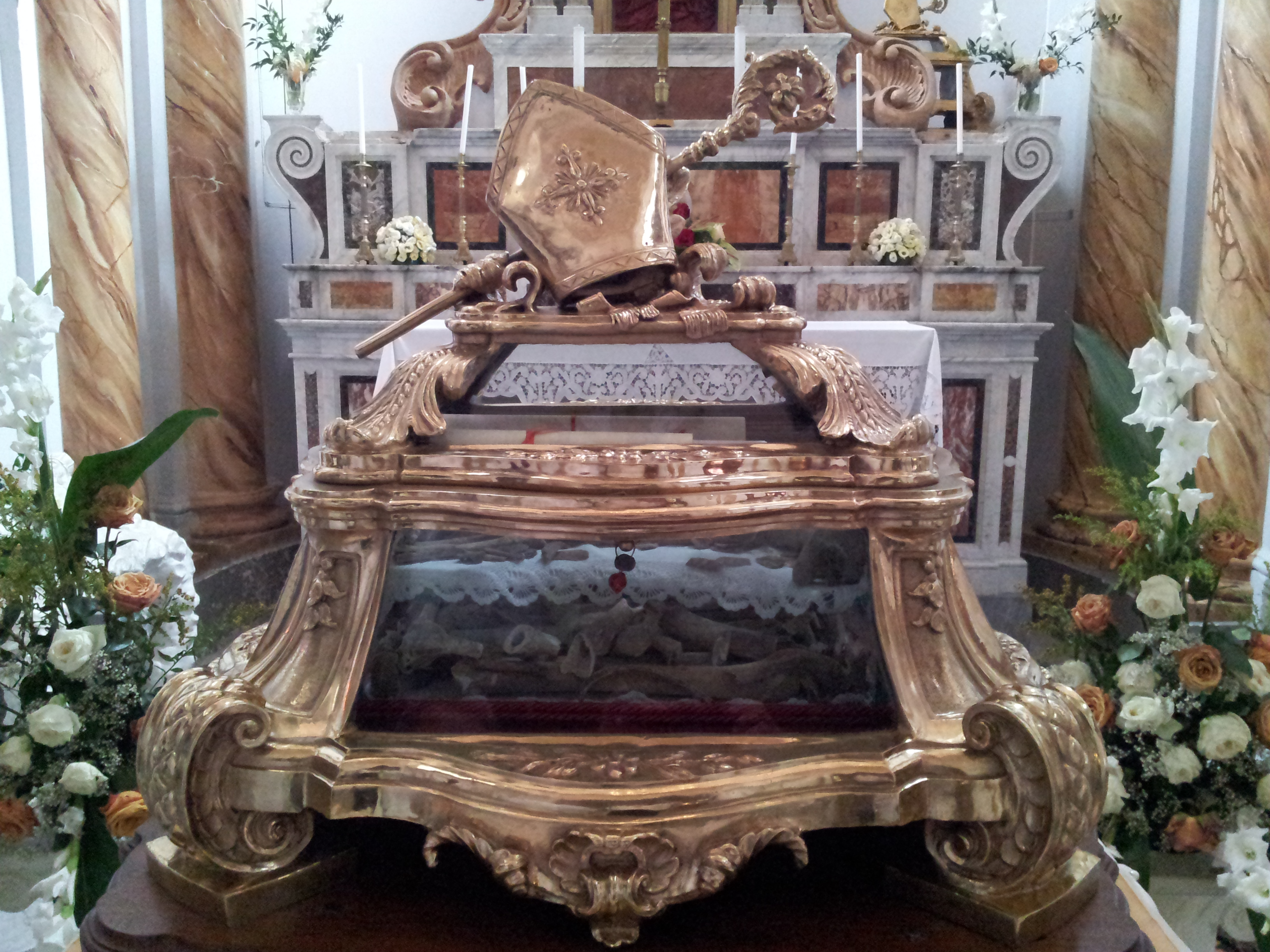
Reliquie di San Nicodemo (esposte nella Cappella del Santo)
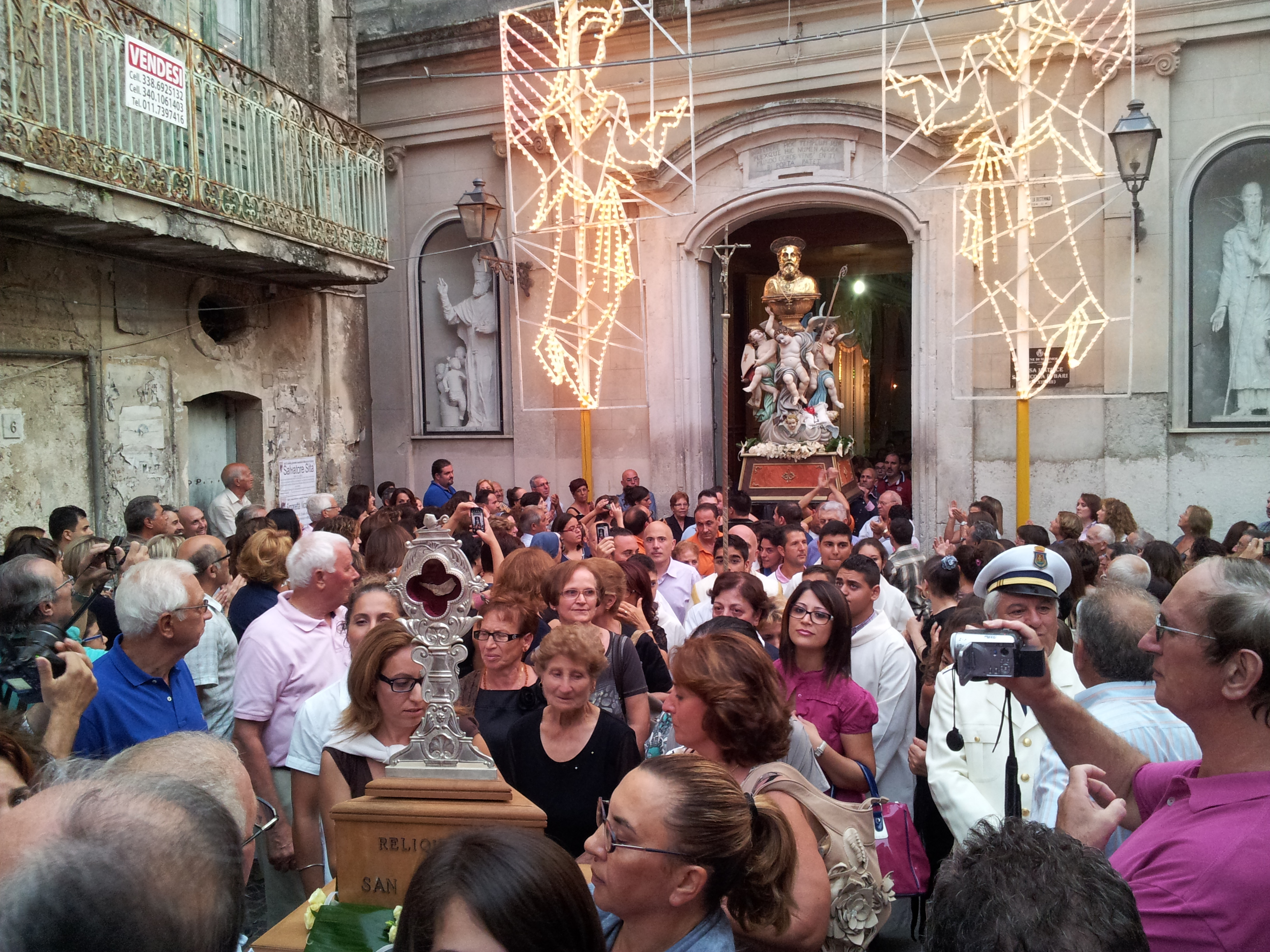
Processione di San Nicodemo (sabato antecedente la prima domenica di settembre)
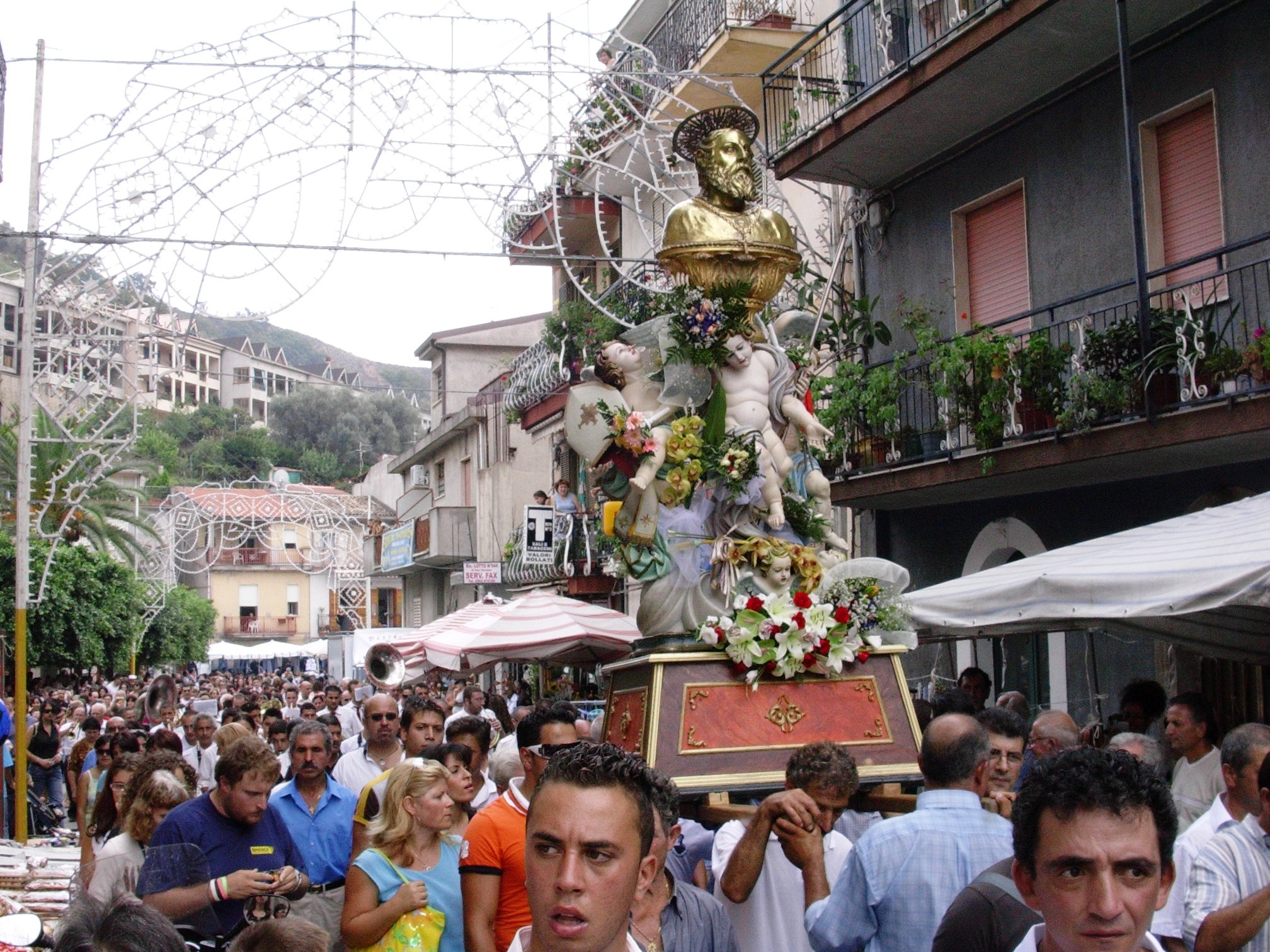
Festeggiamenti di San Nicodemo (prima domenica di settembre)